# فرودگاه گبرنیدر گریگریس
فرودگاه گبرنیدر گریگریس (به انگلیسی: Gobernador Gregores Airport) یک فرودگاه غیرنظامی با کد یاتا GGS است که یک باند فرود آسفالت دارد و طول باند آن ۲۶۰۰ متر است. این فرودگاه در کشور آرژانتین قرار دارد و در ارتفاع ۳۵۶ متری از سطح دریا واقع شده‌است.